# Go (2001)
Go (orig. GO) ist ein japanischer Spielfilm aus dem Jahr 2001, der auf dem gleichnamigen Roman von Kazuki Kaneshiro basiert. Regie bei dem mehrfach preisgekrönten Drama führte Isao Yukisada, das Drehbuch schrieb Kankurō Kudō. Die Hauptrolle spielte Yōsuke Kubozuka. Der Film wurde von Tōei produziert.

## Handlung
Hauptperson und Ich-Erzähler ist der wuschelköpfige Sugihara, ein in Japan geborener Teenager koreanischer Abstammung (Zainichi), der eigentlich Lee Jong-Ho heißt. In seiner Coming-of-Age-Geschichte hat er sich als Kämpfer an mehreren Fronten zu beweisen: in seiner nordkoreanischen Freundesclique durch lebensgefährliche Mutproben, gegen den Drill in seiner nordkoreanischen Schule, gegenüber seinem Vater, den rassistischen Ressentiments der japanischen Gesellschaft und in seiner ersten Liebesbeziehung.
Obwohl der Film mit der Ankündigung Sugiharas beginnt, er werde seine Liebesgeschichte erzählen, präsentiert sich dieser dem Zuschauer zunächst als cooler, schlagfertiger Rebell. In den ersten Filmsequenzen probt er mit seiner koreanischen Clique das „Super Great Chicken Race“, bei dem man so knapp wie möglich vor eine einfahrende U-Bahn springen und ihr davonrennen muss.
Als seine Eltern ihn von der Polizeiwache abholen müssen, verpasst ihm sein Vater, ein ehemaliger Profi-Boxer, eine Abreibung. Seit seiner Kindheit unterrichtete der Vater Sugihara im Boxen, verprügelte ihn oft als erzieherische Maßnahme und noch immer tragen die beiden ihre Konflikte boxend aus. Nachdem der Vater die südkoreanische Staatsbürgerschaft angenommen hat, um sich eine Reise nach Hawaii zu ermöglichen, entscheidet sich Sugihara, von der strengen nordkoreanischen Kader-Schule, die er bisher besuchte, auf eine normale japanische Schule zu wechseln.
Als sich seine Entscheidung an der koreanischen Schule herumspricht, wird er von seinem Lehrer verbal und körperlich als Verräter des Heimatlandes angegriffen. Nur der intelligente, eigentlich zurückhaltende Jong-Il verteidigt ihn. Daraufhin kommt es zwischen den beiden auch nach Sugiharas Schulwechsel zu einer tiefen Freundschaft.
Dank seiner Box-Kenntnisse verschafft sich Sugihara auch an der neuen Schule Respekt bei den japanischen Mitschülern. Hier setzt die anfangs angekündigte Liebesgeschichte ein. Die kesse japanische Mitschülerin Sakurai beobachtet Sugihara bei einem Basketballspiel und verliebt sich in ihn. Ganz direkt geht sie auf einer Party auf ihn zu, und zwischen beiden entwickelt sich Freundschaft und schließlich Liebe. Seine koreanische Herkunft verheimlicht Sugihara jedoch. Als sein Freund Jong-Il von japanischen Jugendlichen erstochen wird, schwören seine alten Freunde von der nordkoreanischen Schule Rache. Sugihara will sich ihnen in seinem Schmerz dennoch nicht anschließen, da er glaubt, dass gerade der friedliebende Jong-Il für ein Ende der Gewalt war.
Trost sucht er bei seiner Freundin Sakurai. In einem Love-Hotel bereiten die beiden ihre erste Liebesnacht vor. Zuvor macht er ihr ein Geständnis: Er verrät ihr seinen wahren koreanischen Namen. Sakurais Reaktion ist drastischer als erwartet. Auch sie trägt in Wirklichkeit einen anderen Vornamen, den sie ihm aus Scham verschwiegen hat, den urjapanischen Namen Tsubaki. Von ihrem Vater dazu erzogen, Koreaner und Chinesen als Menschen unreinen Blutes anzusehen, teilt sie ihm unter Tränen mit, dass sie Angst davor empfindet, mit einem Koreaner zu schlafen.
Der Kontakt bricht zunächst ab und Sugihara konzentriert sich auf seine Schullaufbahn und die Beziehung zu seinen Eltern. Es kommt zu einem finalen Box-Duell zwischen Vater und Sohn, bei dem er einen Zahn verliert. Am Weihnachtsabend ruft Sakurai ihn an und bittet ihn, sich mit ihr zu treffen. Als sie ihm gesteht, dass sie sich in ihn verliebte, als sie ihn erstmals in der Turnhalle beobachtete, schließen sie sich verzeihend in die Arme.

## Entstehungsgeschichte
Das stark belastete Verhältnis der Staaten Japan, Nordkorea und im erweiterten Sinne auch Südkorea, welches teilweise auf eine Zeit vor der Staatsgründung zurückgreift, bildet den Hintergrund dieses Films, in dem der Konflikt von den Protagonisten überwunden wird: Nach dem Ende des Zweiten Weltkrieges 1945 mussten sich ungefähr 2,5 Millionen auf den japanischen Inseln lebende koreastämmige Arbeiter entscheiden, ob sie auf die Koreanische Halbinsel zurückkehren wollten. Ungefähr 600.000 entschieden sich dagegen.
Die Kinder der in Japan genannten Zainichi-Koreaner besuchen zum Teil koreanische Schulen, in denen unter anderem auch der in Nord- und Südkorea propagierte Nationalismus gelehrt wird. Auf der anderen Seite versteht man in Japan die Integration von Ausländern als „Assimilationsprozess“ in die japanische Gesellschaft hinein. Vor diese Wahl gestellt, verweigert auch heute noch die Mehrheit der Zainichi-Koreaner diesen Schritt. Daher werden sie von der japanischen Gesellschaft, die das nicht nachvollziehen kann, teilweise ausgeschlossen, vereinzelt sogar diskriminiert.
Der Film basiert auf dem im Jahr 2000 erschienenen Roman GO des 1968 in der dritten Generation der Zainichi-Koreaner geborenen Autors Kazuki Kaneshiro, der für sein Werk den renommierten Naoki-Literaturpreis erhielt. Über 20 Filmproduktionsstudios stritten um die Rechte an einer Verfilmung des Romans. Regisseur Isao Yukisada bekam daraufhin von einem befreundeten Produzenten das Angebot, das Buch zu verfilmen.

## Rezeption
Der Film kam am 20. Oktober 2001 in die japanischen Kinos und spielte dort insgesamt 500 Millionen Yen (ungefähr 3,8 Millionen Euro) ein. Der südkoreanische Kinostart folgte am 24. November desselben Jahres. In den folgenden Monaten wurde er auf mehreren Filmfestivals gezeigt, unter anderem auf dem Internationalen Filmfestival Karlovy Vary. Am 9. Januar 2003 brachte Rapid Eye Movies Go in die deutschen Kinos. 2004 lief der Film erstmals im deutschen Fernsehen.
Der Großteil der Kritiker nahm den Film positiv auf. Beispielsweise wurde gelobt, er sei visuell atemberaubend. Vor allem der Anfang wurde aufgrund seiner ungewöhnlichen Schnittfolge und der vielseitigen Kameraeinstellungen gelobt.

## Kritiken
“Go’s dramatic trajectory may be a fairly well travelled one, but in its stronger moments, such as the romantic interplay between Kubozuka and Shibasaki, it’s undeniably affecting, and as such, one of the most outstandingly compelling and thought-provoking films of its year.”

„Gos dramatische Flugbahn mag eine relativ gut bereiste sein, aber in seinen stärkeren Momenten, wie dem romantischen Zwischenspiel Kobozukas und Shibasakis, ist er unbestreitbar bewegend, und als solcher einer der auffallend unbezwingbarsten und nachdenklichsten Filme seines Jahres.“

„Go‘ ist bezüglich seiner formal und inhaltlich aufeinander abgestimmten Inszenierung ein wahrhaftes innovatives Meisterwerk, das von dem Beobachtungsreichtum, dem Gespür für Atmosphäre und einem unorthodoxen dramatischen Aufbaus des Regisseurs zeugt!“

„GO ist atemberaubendes, großes Kino und Japan das schönste Filmland.“

„Mal temporeich und verspielt, in der Liebesgeschichte dann wieder verhalten, ist der Detailreichtum der Beobachtungen ebenso beeindruckend wie das Gespür des Films für Atmosphäre, einen unorthodoxen dramatischen Aufbau und ein bestechendes Timing.“

## Auszeichnungen
Der Film wurde bei den Internationalen Filmfestspielen Berlin 2002 in der Sektion Panorama gezeigt. Auf dem Marrakech International Film Festival in Marokko wurden Yōsuke Kubozuka als Bester Darsteller und Isao Yukisada mit dem Goldenen Stern ausgezeichnet. Auf dem Palm Springs International Film Festival 2002 gewann der Film den FIPRESCI-Preis. Auf dem World Film Festival 2002 in Montréal erhielt Go den Publikumspreis.
Bei den Japanese Academy Awards 2001 gewann der Film in zehn Kategorien und galt damit als großer Gewinner der Verleihung. Zwar konnte er sich in der Hauptkategorie, Bester Film, nicht gegen Hayao Miyazakis Zeichentrickfilm Chihiros Reise ins Zauberland durchsetzen, gewann aber in den Kategorien Beste Regie, Bestes Drehbuch, Bester Hauptdarsteller (Yōsuke Kubozuka), Bester Nebendarsteller (Tsutomu Yamazaki), Beste Nebendarstellerin (Kou Shibasaki), Beste Kamera, Bester Schnitt, Beste Beleuchtung und Beste Nachwuchsdarsteller (Yōsuke Kubozuka und Kou Shibasaki). Zudem war er in den Kategorien Bestes Szenenbild, Beste Musik, Bester Ton und Shinobu Ōtake als Beste Nebendarstellerin.
Bei der Verleihung der Kinema Junpo Awards 2002 gewann der Film in den Kategorien Bester Film, Beste Regie, Bestes Drehbuch, Bester Hauptdarsteller (Yōsuke Kubozuka), Bester Nebendarsteller (Tsutomu Yamazaki), Beste Nebendarstellerin (Kou Shibasaki) und Bester Nachwuchsdarsteller (Yōsuke Kubozuka). Bei den Nikkan Sports Film Awards gewann Yōsuke Kubozuka den Ishihara-Yujiro-Preis als bester Nachwuchsdarsteller, Isao Yukisada in der Kategorie Beste Regie, Kou Shibasaki als Bestes Nachwuchstalent und Tsutomu Yamazaki als Bester Nebendarsteller. Blue Ribbon Awards gewann Go in den Kategorien Beste Regie, Bester Nebendarsteller (Tsutomu Yamazaki) und Beste Nachwuchsdarstellerin (Kou Shibasaki). Vier Hochi Film Awards gab es in den Kategorien Bester Film, Bester Hauptdarsteller (Yōsuke Kubozuka), Bester Nebendarsteller (Tsutomu Yamazaki) und Beste Nebendarstellerin (Kou Shibasaki). Beim Mainichi-Filmwettbewerb 2002 gewann Kankurō Kudō in der Kategorie Bestes Drehbuch und Kou Shibasaki und Yōsuke Kubozuka je einen Sponichi-Nachwuchspreis. Auf dem Yokohama Film Festival wurde der Film in den Kategorien Bester Film, Beste Regie, Bestes Drehbuch, Bester Hauptdarsteller (Yōsuke Kubozuka), Bester Nebendarsteller (Tsutomu Yamazaki), Beste Nebendarstellerin (Kou Shibasaki) und Bestes Nachwuchstalent (Takato Hosoyamada).
Der Film war Japans Einsendung für eine Nominierung bei der Oscarverleihung 2002 in der Kategorie Bester fremdsprachiger Film, wurde aber weder nominiert noch ausgezeichnet.